# Cheseaux-Noréaz
Cheseaux-Noréaz ist eine politische Gemeinde im Distrikt Jura-Nord vaudois des Kantons Waadt in der Schweiz.

## Geographie
Cheseaux-Noréaz liegt 3 km östlich der Bezirkshauptstadt Yverdon-les-Bains (Luftlinie). Der Weiler Cheseaux erstreckt sich auf einer Geländeterrasse über dem Südufer des Neuenburgersees, während Noréaz am Nordabhang des Montéla an aussichtsreicher Lage rund 100 m über dem Seespiegel liegt.
Die Fläche des 6,1 km² grossen Gemeindegebiets umfasst einen Abschnitt am Südufer des Neuenburgersees. Der Gemeindeboden erstreckt sich vom Seeufer südwärts über einen breiten schilfbestandenen Uferrandstreifen und einen Steilhang bis auf die Terrasse von Cheseaux-Noréaz. Ganz im Süden umfasst das Gebiet den waldbedeckten Abhang des Montéla, an dem mit 616 m ü. M. der höchste Punkt von Cheseaux-Noréaz erreicht wird. Im östlichen Gemeindeteil befindet sich der ausgedehnte Wald Bois Clos auf dem Ausläufer des Montéla, der vom Bachlauf des Ruisseau de l’Epena begrenzt wird. Von der Gemeindefläche entfielen 1997 10 % auf Siedlungen, 52 % auf Wald und Gehölze, 27 % auf Landwirtschaft, und rund 11 % war unproduktives Land, darunter das ausgedehnte Schilfgebiet entlang des gesamten zur Gemeinde gehörigen Ufers des Neuenburgersees.
Cheseaux-Noréaz besteht aus den beiden Weilern Cheseaux und Noréaz. Dazwischen hat sich ein grösseres Einfamilienhausquartier entwickelt, das lückenlos mit dem Siedlungsgebiet der Stadt Yverdon-les-Bains zusammenhängt. Ferner gehören einige Einzelhöfe zur Gemeinde. Nachbargemeinden von Cheseaux-Noréaz sind Yverdon-les-Bains, Cuarny, Villars-Epeney und Yvonand.

## Bevölkerung
Mit 739 Einwohnern (Stand 31. Dezember 2023) gehört Cheseaux-Noréaz zu den kleinen Gemeinden des Kantons Waadt. Von den Bewohnern sind 92,4 % französischsprachig, 5,1 % deutschsprachig und 0,8 % englischsprachig (Stand 2000). Die Bevölkerungszahl von Cheseaux-Noréaz belief sich 1850 auf 156 Einwohner, 1900 auf 132 Einwohner. Nachdem die Bevölkerung bis 1960 auf 98 Personen abgenommen hatte, wurde eine rasante Bevölkerungszunahme mit einer Verfünffachung der Einwohnerzahl innerhalb von 40 Jahren verzeichnet.

## Wirtschaft
Cheseaux-Noréaz war bis in die zweite Hälfte des 20. Jahrhunderts ein vorwiegend durch die Landwirtschaft geprägtes Dorf. Heute haben der Ackerbau und die Viehzucht nur noch eine untergeordnete Bedeutung in der Erwerbsstruktur der Bevölkerung. Weitere Arbeitsplätze gibt es im lokalen Kleingewerbe und vor allem im Dienstleistungssektor. Auf dem Gemeindegebiet befindet sich das 1975 eröffnete CESSNOV (Centre d’enseignement secondaire supérieur du Nord vaudois), ein grosses, für rund 1000 Schüler konzipiertes Schulzentrum für die Stadt Yverdon.
Der damalige Schweizerische Bund für Naturschutz (heute Pro Natura) kaufte 1984 das Schilf- und Sumpfgebiet La Grande Cariçaie entlang des Neuenburgersees sowie das nahegelegene Schloss Champ-Pittet. 1985 wurde darin ein Informationszentrum für Naturschutz eröffnet, und seit 1991 befindet sich in Champ-Pittet der Westschweizer Sitz der Pro Natura. Im Schilfgebiet wurde ein kleiner Aussichtsturm zur Vogelbeobachtung errichtet.
In den letzten Jahrzehnten hat sich Cheseaux-Noréaz am Rand der Stadt Yverdon zu einer Wohngemeinde entwickelt. Zahlreiche Erwerbstätige sind deshalb Wegpendler, die vor allem in der Bezirkshauptstadt arbeiten.

## Verkehr
Die Gemeinde ist verkehrstechnisch gut erschlossen, obwohl sie abseits der Durchgangsstrassen liegt. Der Autobahnanschluss Yverdon-Sud an der 1981 eröffneten A1 (Lausanne–Yverdon) ist rund 4 km vom Ortskern entfernt. Dank dem Schulzentrum hat Cheseaux-Noréaz eine Busverbindung mit dichtem Fahrplan zum Bahnhof von Yverdon.

## Geschichte
Die erste urkundliche Erwähnung von Cheseaux erfolgte 1174 unter dem Namen Chesaut, später erschien auch die Bezeichnung Chesaulx. Das altfranzösische Wort chesal bezeichnet die Ruinen eines Gebäudes. Noréaz wird 1177 erstmals als Nobraia genannt, abgeleitet vom altfranzösischen Wort noier (Nussbaum).
Cheseaux und Noréaz gehörten seit dem Mittelalter zur Herrschaft Belmont. Auch das Priorat Vautravers und seit Ende des 12. Jahrhunderts die Abtei Montheron besassen Grundrechte auf dem Gemeindegebiet. Mit der Eroberung der Waadt durch Bern im Jahr 1536 kamen Cheseaux und Noréaz unter die Verwaltung der Landvogtei Yverdon. Weil Cheseaux 1764 nur noch aus drei Gütern bestand und die Nachbargemeinde Noréaz sich weigerte, selbständig zu werden, kam es 1765 zur Fusion der beiden Weiler. Von 1789 bis 1798 wurde Cheseaux-Noréaz unter die direkte Verwaltung von Bern gestellt. Nach dem Zusammenbruch des Ancien Régime gehörte die Gemeinde von 1798 bis 1803 während der Helvetik zum Kanton Léman, der anschliessend mit der Inkraftsetzung der Mediationsverfassung im Kanton Waadt aufging. 1798 wurde sie dem Bezirk Yverdon zugeteilt.

## Sehenswürdigkeiten

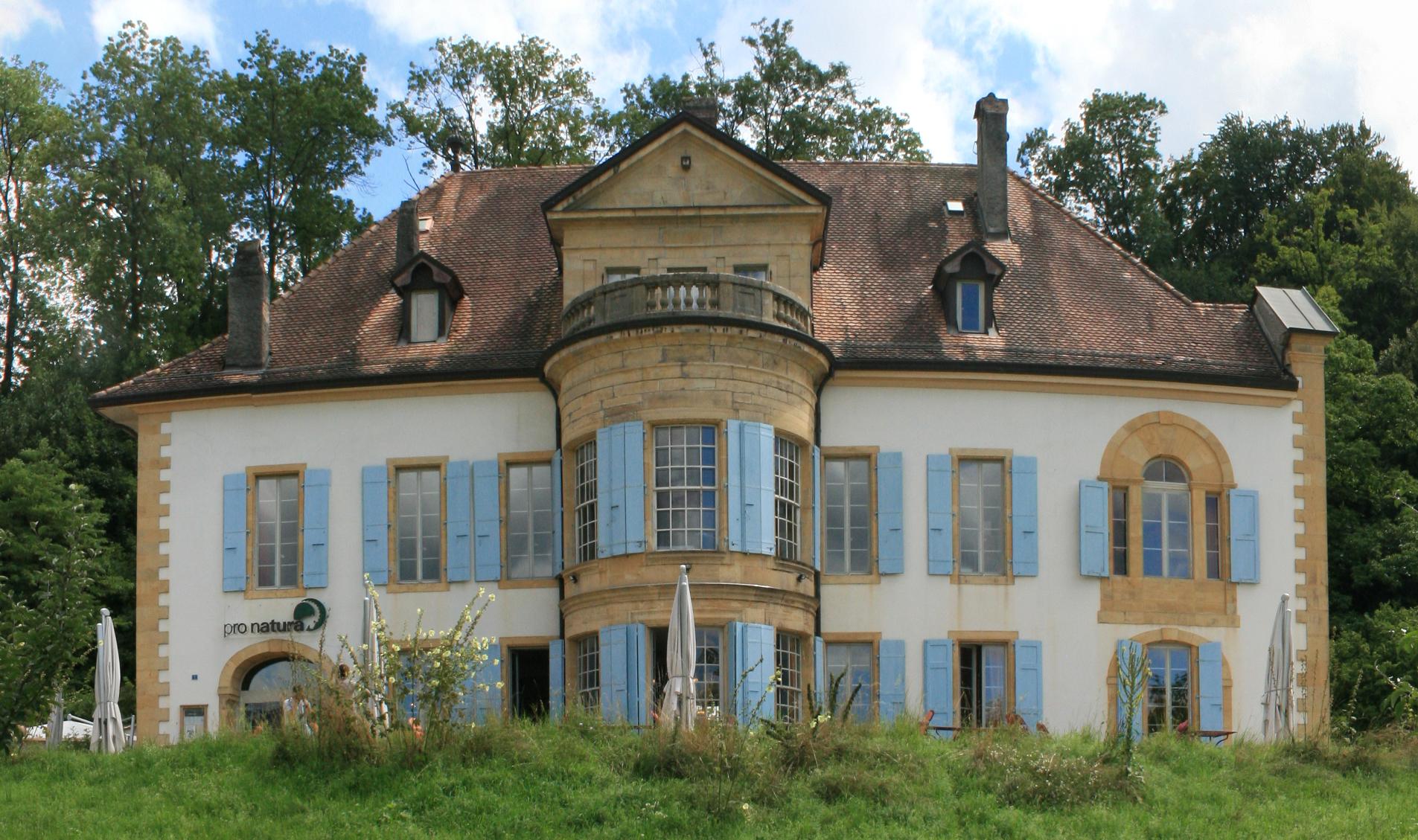
Champ-Pittet

- Cheseaux-Noréaz besitzt keine eigene Kirche, es gehört zur Pfarrei Yverdon.
- Der Herrensitz Champ-Pittet wurde 1789–1791 im Stil des Klassizismus erbaut, im Auftrag von Frederick Haldimand. Heute beherbergt er ein Naturschutzzentrum von Pro Natura[5].